# Herrarnas lagsprint i bancykling vid olympiska sommarspelen 2012
Herrarnas lagsprint i bancykling vid olympiska sommarspelen 2012 avgjordes den 2 augusti i London. Storbritannien lyckades försvara sitt OS-guld från 2008. Det olympiska rekordet bröts vid fyra tillfällen och världsrekordet vid två tillfällen. I finalen mellan Storbritannien och Frankrike lyckades Philip Hindes, Chris Hoy och Jason Kenny vinna herrarnas turnering i lagsprint på tiden 42,600 sekunder, som blev det nya världsrekordet.
Turneringen hölls vid London Velopark vars velodrom är 250 m lång.

## Medaljörer
| Event               | Guld                                               | Silver                                                 | Brons                                                  |
| Herrarnas lagsprint | Storbritannien Philip Hindes Chris Hoy Jason Kenny | Frankrike Grégory Bauge Michaël D'Almeida Kévin Sireau | Tyskland René Enders Maximilian Levy Robert Förstemann |

## Deltagare
| Lag         | Tävlande                                           |
| ----------- | -------------------------------------------------- |
| Australien  | Matthew Glaetzer Shane Perkins Scott Sunderland    |
| Frankrike   | Grégory Bauge Michaël D'Almeida Kévin Sireau       |
| Japan       | Seiichiro Nakagawa Yudai Nitta Kazunari Watanabe   |
| Kina        | Cheng Changsong Zhang Lei Zhang Miao               |
| Nya Zeeland | Edward Dawkins Ethan Mitchell Simon van Velthooven |

| Lag            | Tävlande                                         |
| -------------- | ------------------------------------------------ |
| Polen          | Maciej Bielecki Damian Zieliński Kamil Kuczyński |
| Ryssland       | Sergej Borisov Denis Dmitrijev Sergej Kutjerov   |
| Storbritannien | Philip Hindes Chris Hoy Jason Kenny              |
| Tyskland       | René Enders Maximilian Levy Robert Förstemann    |
| Venezuela      | Hersony Canelón César Marcano Angel Polgar       |

## Resultat
| H | P  | Lag            | Tid      |
| - | -- | -------------- | -------- |
| 5 | 1  | Storbritannien | 43,065 * |
| 4 | 2  | Frankrike      | 43,097 * |
| 4 | 3  | Australien     | 43,377   |
| 3 | 4  | Ryssland       | 43,681 * |
| 5 | 5  | Tyskland       | 43,710   |
| 2 | 6  | Kina           | 43,751   |
| 3 | 7  | Nya Zeeland    | 44,175   |
| 2 | 8  | Japan          | 44,324   |
| 1 | 9  | Venezuela      | 44,654   |
| 1 | 10 | Polen          | 44,712   |

| H | P | Lag            | Tid      |
| - | - | -------------- | -------- |
| 4 | 1 | Storbritannien | 42,747 * |
| 3 | 2 | Frankrike      | 42,991 * |
| 1 | 3 | Tyskland       | 43,178   |
| 2 | 4 | Australien     | 43,261   |
| 3 | 5 | Nya Zeeland    | 43,495   |
| 2 | 6 | Kina           | 43,505   |
| 1 | 7 | Ryssland       | 43,909   |
| 4 | 8 | Japan          | 43,964   |

| P | Lag            | Tid    |
| - | -------------- | ------ |
| 1 | Storbritannien | 42,600 |
| 2 | Frankrike      | 43,013 |
| 3 | Tyskland       | 43,209 |
| 4 | Australien     | 43,355 |

Noter
 – Världsrekord
 – Olympiskt rekord
     – Avancemang från omgång